# Momjan
Momjan is een plaats in de gemeente Buje in de Kroatische provincie Istrië. De plaats telt 289 inwoners (2001).